# César Bellido
Cesar Bellido es un exjugador de fútbol del Perú que ocupaba el puesto de lateral izquierdo.

## Trayectoria
Fue seleccionado Sub-17 en 1995 por Dragan Miranovic. Debutó en 1997 en Ciclista Lima que disputaba la Segunda División del Perú. Luego pasó por equipos como el AELU y Aviación-FAP. El 2004 fue contratado por el Deportivo Municipal, donde tras dos temporadas logró el ascenso a primera división. 

## Clubes
| Club                | País | Año       |
| ------------------- | ---- | --------- |
| Ciclista Lima       | Perú | 1997-1999 |
| AELU                | Perú | 2000-2003 |
| Deportivo Municipal | Perú | 2004-2007 |
| Deportivo Aviación  | Perú | 2008      |
| Deportivo Coopsol   | Perú | 2009      |

## Palmarés

### Campeonatos nacionales
| Título           | Club                | País | Año  |
| ---------------- | ------------------- | ---- | ---- |
| Segunda División | Deportivo Municipal | Perú | 2006 |